# Rajon Dubossary

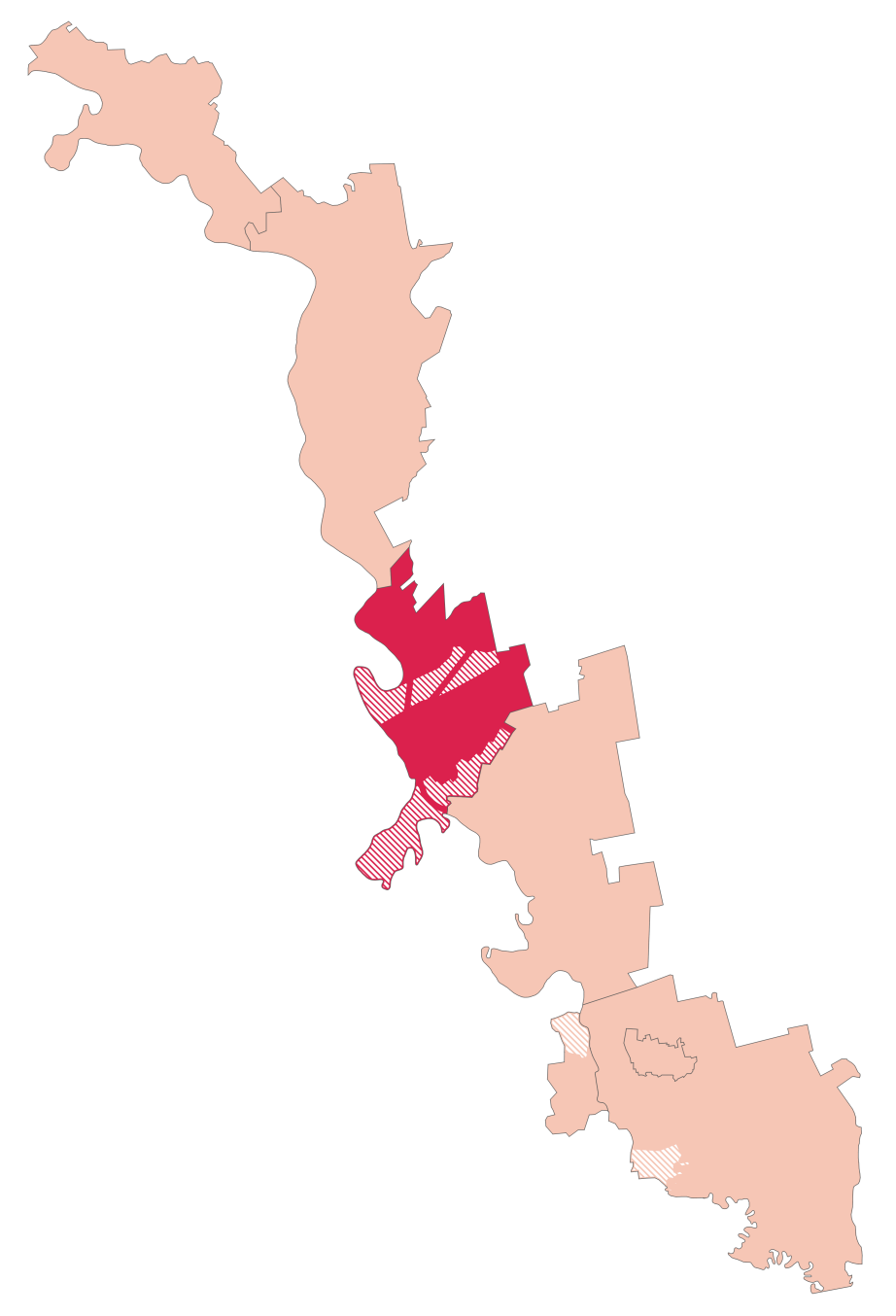
Der Rajon Dubossary in Transnistrien.
Von Moldawien kontrollierte Gebiete schraffiert.

Der Rajon Dubossary (russisch Дубоссарский район; moldauisch Районул Дубэсарь/Raionul Dubăsari) ist einer der fünf Rajons des international nicht anerkannten Staats Transnistrien. Er hatte 2014 knapp 35.000 Einwohner und ist mit 381,2 km² der flächenkleinste Rajon des Landes. Bezirkshauptstadt ist Dubossary (russisch Дубоссары/Dubossary; rumänisch Dubăsari), mit rund 25.000 Einwohnern die viertgrößte Stadt Transnistriens.
Die Bevölkerung setzte sich im Jahr 2004 zu 49,7 % aus ethnischen Moldauern zusammen, 28,1 % waren Ukrainer und 18,9 % Russen. Der Rest der Bewohner gehörte kleineren Minderheiten an.

## Überblick
Der heutige, transnistrische Rajon Dubossary ging nach der Auflösung der Sowjetunion aus der gleichnamigen Verwaltungseinheit der Moldauischen SSR hervor. Im Zuge des Transnistrien-Konflikts spaltete sich Transnistrien, der Ostteil der alten Sowjetrepublik Moldawien, vom Rest des Landes ab und ist bis heute de facto unabhängig.
Während des kurzen Kriegs im Jahr 1992, bei dem Moldawien letztlich erfolglos versuchte, die Kontrolle über Transnistrien zurückzuerlangen, war das Gebiet um Dubossary einer der Hauptschauplätze des Konflikts. Während Moldawiens Offensive im Rest Transnistriens weitgehend erfolglos blieb, konnte es bei Dubossary einige Dörfer am Ostufer des Dnisters zurückerobern, wenngleich auch nicht die Bezirkshauptstadt selbst. Diese Ortschaften gehören heute zum moldawischen Rajon Dubăsari, wenngleich Transnistrien weiterhin Anspruch darauf erhebt und sie formal als Teil des eigenen Rajon Dubossary ansieht.
Moldawien und Transnistrien haben sich heute mit dem Status quo weitgehend arrangiert. Die exakte Grenzziehung zwischen Transnistrien und Moldawien ist im Rajon Dubossary jedoch an einigen Stellen unklar und es kommt immer wieder zu Zwischenfällen. So besetzten transnistrische Milizen im Jahr 2005 das von Moldawien kontrollierte Dorf Vasilievca, zogen sich jedoch nach einigen Tagen wieder zurück. Die Ortschaft Roghi wird von Moldawien als Teil des Rajon Dubăsari gelistet, befindet sich jedoch unter Kontrolle Transnistriens. Corjova, ein ehemaliger Stadtteil von Dubossary und heute eine eigenständige Ortschaft, ist ebenfalls umstritten; es gibt einen transnistrischen und einen moldawischen Teil.